# Wenzel Günther (inženýr)
Wenzel Günther (*1811/12 – †31.08.1870) byl rakouský lokomotivní konstruktér a podnikatel. Byl inženýrem u Johna Haswella v lokomotivních dílnách Vídeňsko-rábské dráhy, ale v roce 1842 převzal vedení nové lokomotivní továrny založené Carlem šlechticem von Prevenhuber ve Vídeňském Novém Městě.  Ve firmě se stal společníkem, od roku 1845 pak byl jejím jediným vlastníkem. Po deseti letech jeho prostředky nestačily nastoupené expanzi, Günther se dostal do finančních potíží. Továrnu roku 1858 převzala Rotschildova banka Österreichische Creditanstalt für Handel und Gewerb a do čela dosadila Josepha Halla.
Günther je považován za jednoho z průkopníků stavby lokomotiv a jednoho ze zakladatelů rakouského strojního průmyslu. První lokomotivu  "Sedletz" postavil roku 1842 pro c.k. Severní státní dráhu. Firma se zúčastnila prestižní soutěže na horskou lokomotivu pro dráhu přes Semmering a získala v ní druhou cenu dotovanou 20.000 zlatými. Do jeho nuceného odchodu vyrobila Güntherova továrna přes 200 lokomotiv.

## Obrázky

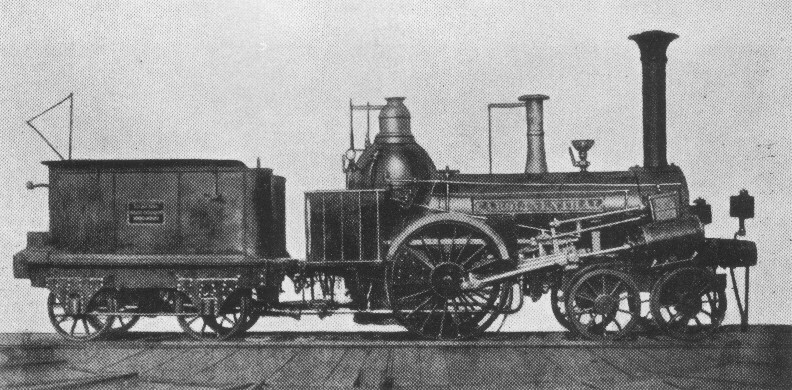
Lokomotiva 2A "CAROLINENTHAL" (Karlín) (výr. č. 4/1842) z první série 6 lokomotiv vyrobených u Günthera
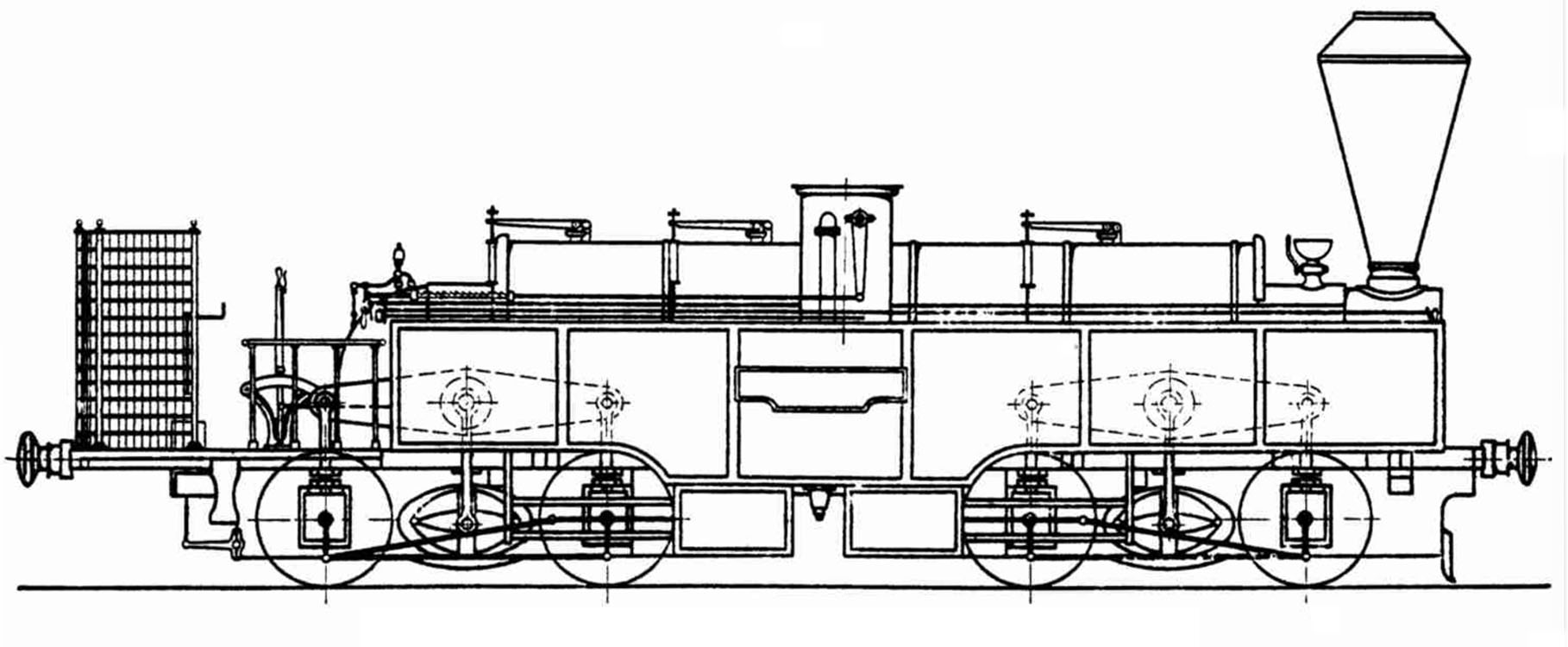
Lokomotiva "WIENER NEUSTADT" (výr.č. 73/1851), se kterou se Günther zúčastnil soutěže o Semmering